# Dianella sandwicensis
Dianella sandwicensis är en grästrädsväxtart som beskrevs av William Jackson Hooker och George Arnott Walker Arnott. Dianella sandwicensis ingår i släktet Dianella och familjen grästrädsväxter. Inga underarter finns listade i Catalogue of Life.

## Bildgalleri

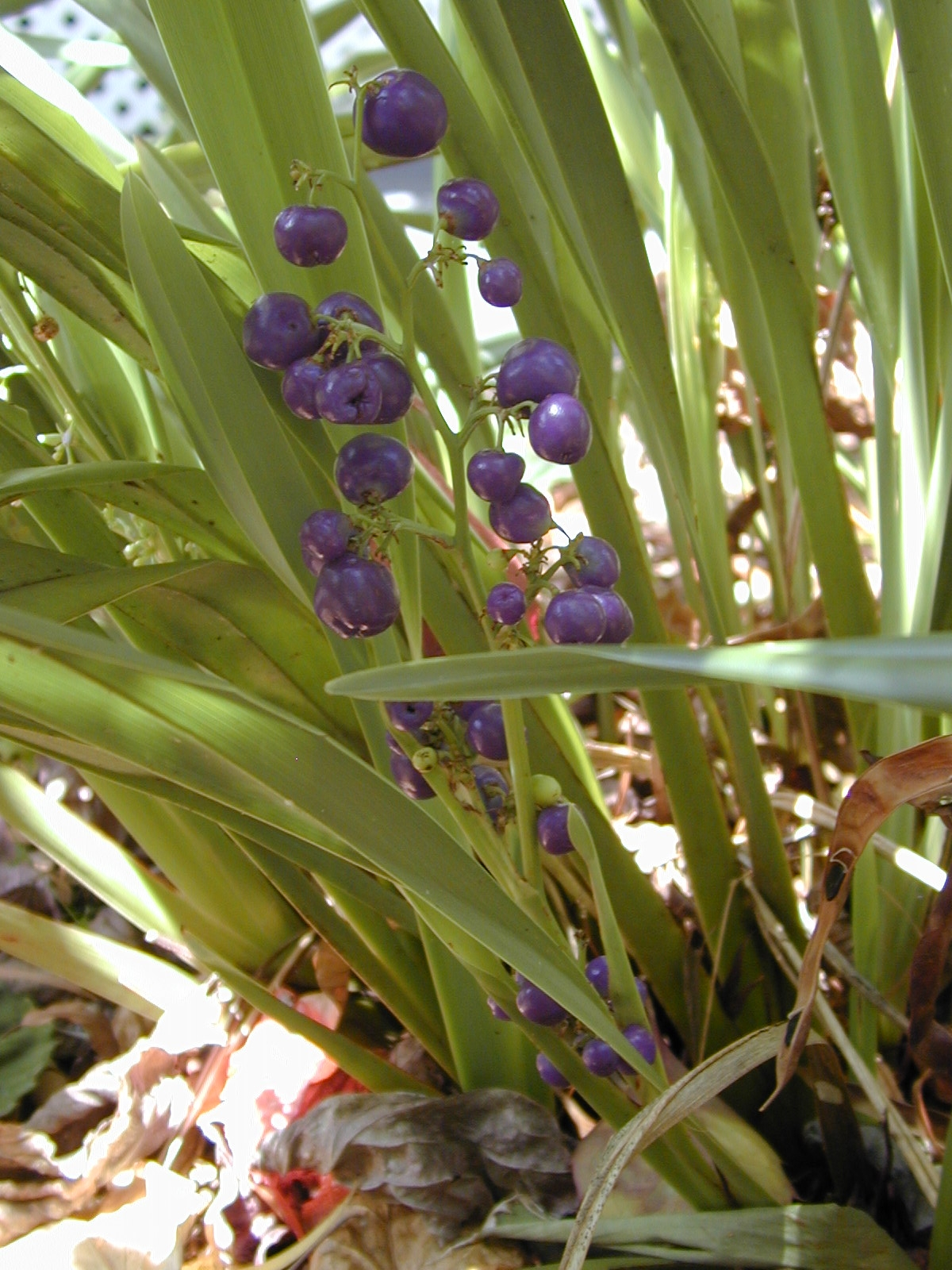